# Legioen

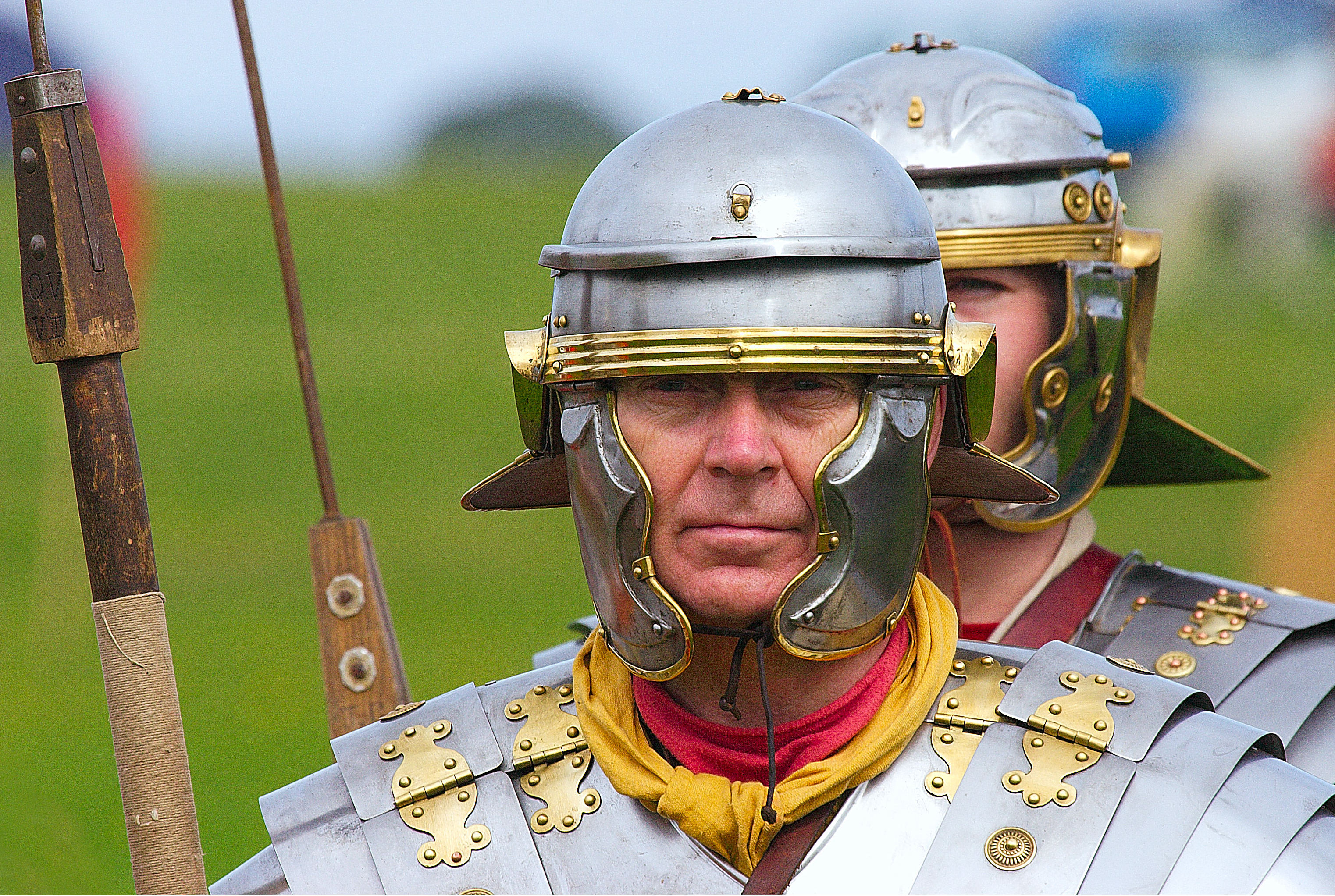
Moderne reconstructie van Romeinse infanteriesoldaten

Zie ook Vrijwilligerslegioen Nederland.
Het Romeinse legioen (Latijns legio, van legere = verzamelen) was de militaire basiseenheid in het Romeinse leger. De eenheid bestond uit circa 5000 tot 6000 (later 8000) infanteriesoldaten en meerdere honderden manschappen ondersteunende cavalerie, boogschutters, en lichte infanterie in de rol van verkenner. Legioenen hadden een naam en een nummer; ongeveer 50 zijn er bekend. Normaal gesproken waren er circa 30 plus hun hulptroepen in actieve dienst, uitbreidbaar indien nodig en mogelijk.
Door de enorme militaire successen van de Romeinse Republiek en het Romeinse Keizerrijk werd het legioen lange tijd gezien als het toppunt van militaire efficiëntie en macht in de oudheid.

## Vroege historie
Oorspronkelijk, in de tijd van de Romeinse koningen, was het legioen het volledige Romeinse leger, bestaand uit gerekruteerde burgers. Veel van de Romeinse geschiedenis uit deze tijd is gehuld in legendes, maar er wordt aangenomen dat tijdens de heerschappij van Servius Tullius alle gezonde mannelijke burgers met eigendom eerst ingedeeld werden in vijf klassen voor militaire dienst, gebaseerd op rijkdom, aangezien de soldaten zelf hun eigen wapens en uitrusting moesten fourneren. Deze klassen werden verder georganiseerd in centuries, eenheden van 100. Op enig moment, waarschijnlijk in het begin van de Romeinse Republiek, werd het legio onderverdeeld in twee afzonderlijke legioenen, elk toegewezen aan een of twee consuls. Het is onduidelijk of in de eerste jaren van de Republiek, toen oorlogvoering voornamelijk beperkt was tot roofovervallen, de volledige mankracht van de legioenen in een keer werd opgeroepen. Legioenen werden in een formelere manier georganiseerd in de 4e eeuw v.Chr., toen Romeinse oorlogvoering zich ontwikkelde richting meer frequente en geplande operaties, en het consulaire leger werd vergroot tot twee legioenen. De tribunus militum verscheen na 331 v.Chr. (initieel waren deze beurtelings de commandant van het legioen). De interne organisatie van het legioen werd complexer van aard, van de klassieke falanx tot het manipelaire systeem, en belangrijke tactische innovaties werden geïntroduceerd. Voor de eerste keer werden de klassen van soldaten, waaruit het legioen was opgebouwd, gebaseerd op ervaring en leeftijd in plaats van rijkdom, met standaardwapens en -uitrusting verstrekt door de staat (een uitzondering waren de equites, de cavalerie-eenheden, die nog steeds voor hun eigen paarden moesten zorgen). Later in de Romeinse Republiek was elk legioen normaal gesproken versterkt met een legioen van geallieerde troepen, genaamd alla.

## Organisatie

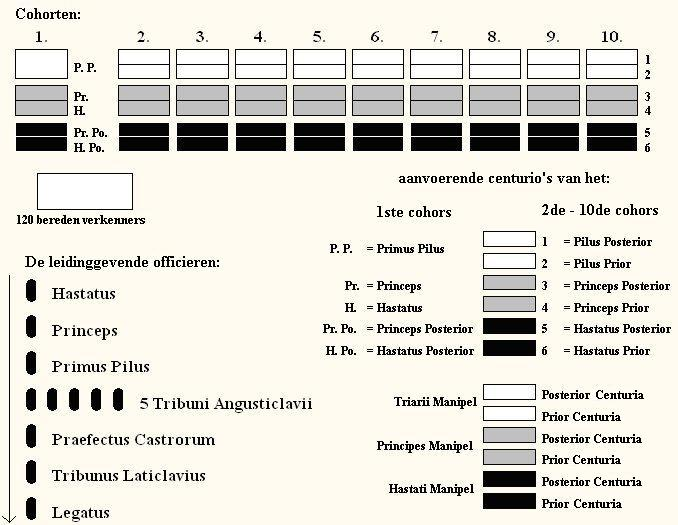
Het Romeinse legioen in de keizertijd

Reconstructie van Romeinse equites (cavalerie)

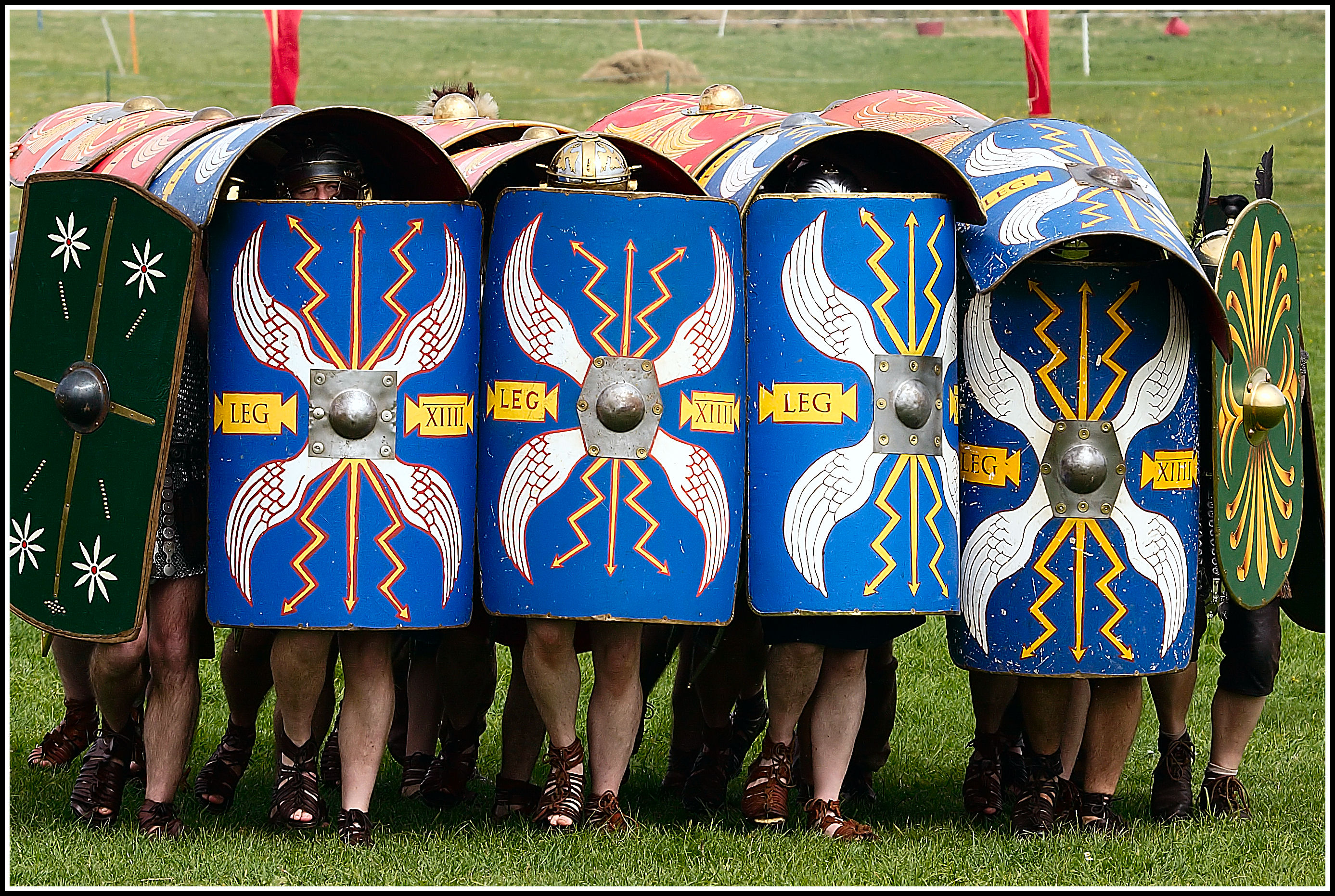
Romeinse testudo (schildpad) formatie

In de Republiek hadden de legioenen een kortstondig bestaan. Behalve voor Legioen I tot IV, die het consulaire leger vormden (twee per consul), werden de eenheden gerekruteerd voor een campagne. De Italiaanse bondgenoten van Rome waren verplicht om een legioen te leveren ter ondersteuning van elk Romeins legioen. Tegen het einde van de 2e eeuw v.Chr. voerde Gaius Marius echter hervormingen door om de legioenen te bemannen met een professionele eenheid uit de armste klassen, waardoor Rome in staat was om grotere legers te vormen en tegelijkertijd werk te verschaffen aan werkloze burgers. Dit plaatste de loyaliteit van de soldaten in de handen van hun generaals in plaats van Rome zelf, en na enkele burgeroorlogen kwam er een eind aan de Republiek. In het keizerrijk werden de legioenen gestandaardiseerd, met symbolen en een individuele historie waarin mannen hun trots konden vinden om voor te dienen. Het legioen werd aangevoerd door een legatus legionis, ongeveer dertig jaar oud, meestal een senator met een benoeming van drie jaar. Onmiddellijk onder de legaat waren zes, gekozen, tribuni militum - vijf waren stafofficieren en een was een edelman op zijn weg naar de senaat (oorspronkelijk voerde deze tribunus het commando over het legioen). Er waren ook nog officieren voor de medische staf, de genie, boekhouders en een praefectus castrorum (commandant van het kamp), alsook andere specialisten zoals priesters en musici.
Halverwege de Republiek bestonden de legioenen uit de volgende eenheden:
- Equites (cavalerie): De cavalerie was oorspronkelijk de meest prestigieuze eenheid, waar rijke jonge Romeinse parvenu's hun kunde en moed ten toon konden spreiden, als fundament van een eventuele politieke carrière. De uitrusting werd aangeschaft door iedere cavalerist zelf en bestond uit een rond schild, een helm, een lichaamsharnas, een zwaard en een of meer speren. De cavalerie vormde een minderheid in het legioen. Op een totaal van zo'n 3000 man had het legioen gewoonlijk rond 300 ruiters, verdeeld over 10 eenheden van 30 man. Deze eenheden waren weer verdeeld in drie eenheden van tien man, aangevoerd door een decurio. Legioenen van bondgenoten waren verplicht 600 ruiters te hebben. Behalve zware cavalerie werd er ook lichte cavalerie gerekruteerd uit arme burgers en rijke jonge burgers die nog niet oud genoeg waren voor de hastati of de equites.
- Velites (lichte infanterie): De velites waren eigenlijk speerwerpers zonder specifieke, formele organisatie of functie in een veldslag. Ze werden toegepast daar waar er behoefte of noodzaak was. Normaal gesproken zouden zij in de frontlinie ingezet worden om de vijandige formatie te breken, maar dit lukte maar zelden. Na het werpen van hun speer lieten zij zich terugvallen door de gaten tussen de manipels.
- Zware infanterie: Dit was de hoofdeenheid van het legioen. De zware infanterie bestond uit burger-legionairs die zich de uitrusting van een bronzen helm, schild, harnas en een korte speer (pilum) konden veroorloven. Bij voorkeur gebruikten zij de gladius, een kort zwaard. De zware infanterie was onderverdeeld naar de mate van ervaring van de legionair in het Republikeinse legioen, tot aan de hervormingen van Marius, die de afzonderlijke klassen van troepen afschafte in het voordeel van afzonderlijke slagordes:
  - De hastati (enkelv. hastatus) waren de jongere mannen en vormden de frontlinie.
  - De principes (enkelv. princeps), mannen in de bloei van hun leven (laat twintig tot vroeg in de dertig jaar), vormden de tweede linie van het legioen.
  - De triarii (enkelv. triarius) waren de veteranen in de achterhoede; alleen in extreme situaties werden zij ingezet in een gevecht. Zij waren uitgerust met speren in plaats van de pilum en de gladius.

Elk van de drie linies was onderverdeeld in manipels, elk bestaande uit twee centuries (de kleinste eenheid in het leger), aangevoerd door de oudste van de twee centuriones. Centuries waren nominaal 80 soldaten sterk (niet 100, zoals veel wordt aangenomen), maar in de praktijk kon dit dalen tot 60, in het bijzonder bij de minder voorkomende manipels van triarii. Elke centurie had haar eigen standaard en bestond uit tien eenheden, genaamd contubernia. Een contubernium bestond weer uit acht soldaten die een tent deelden, een handmolen, een muilezel en een kookpot (afhankelijk van de duur van een missie).
Omdat manipels hun belangrijkste tactische element waren, zouden legioenen in de vroege republiek soms aangeduid worden als manipulaire legioenen.

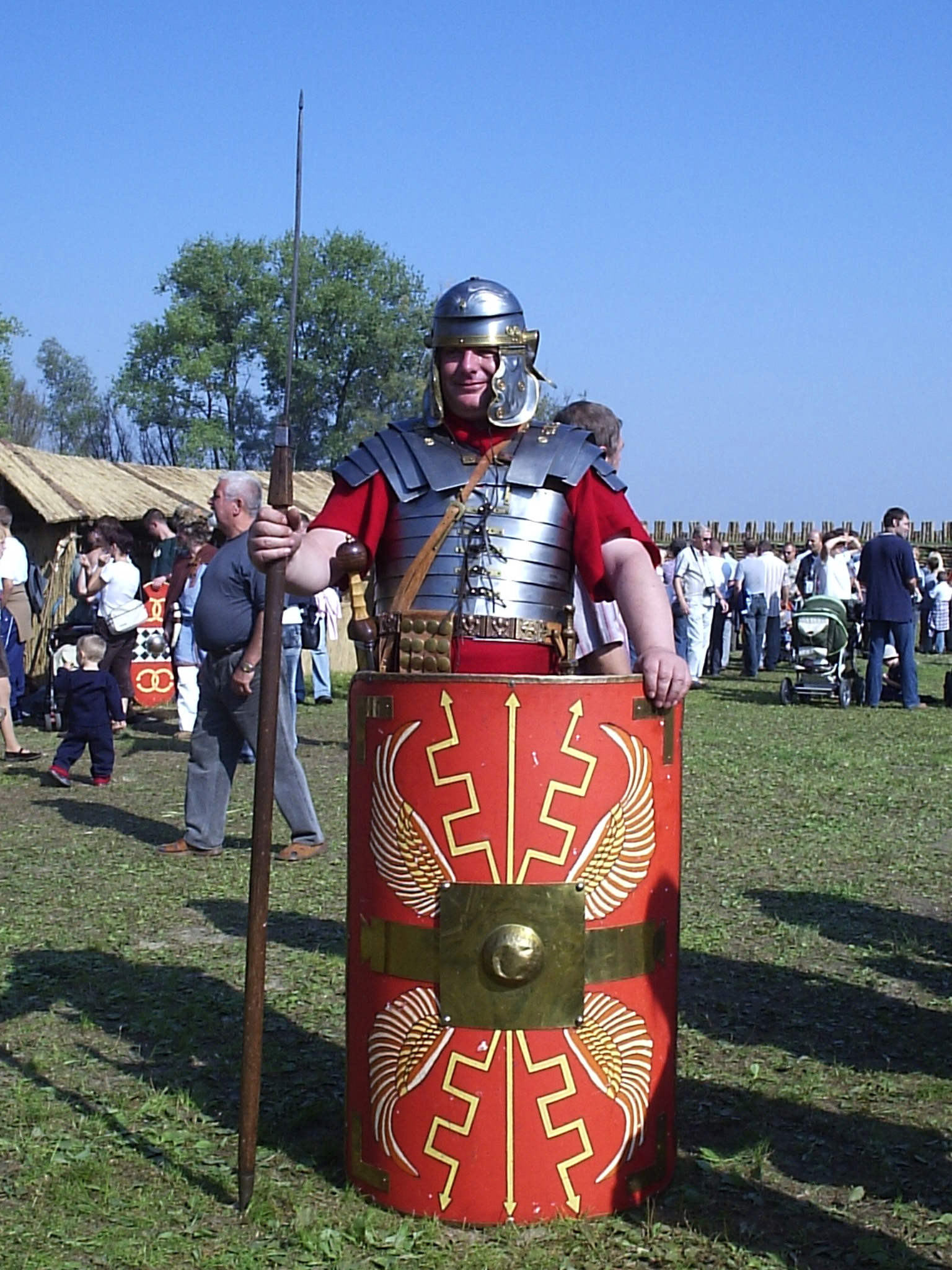
Romeins legionair met pilum en scutum
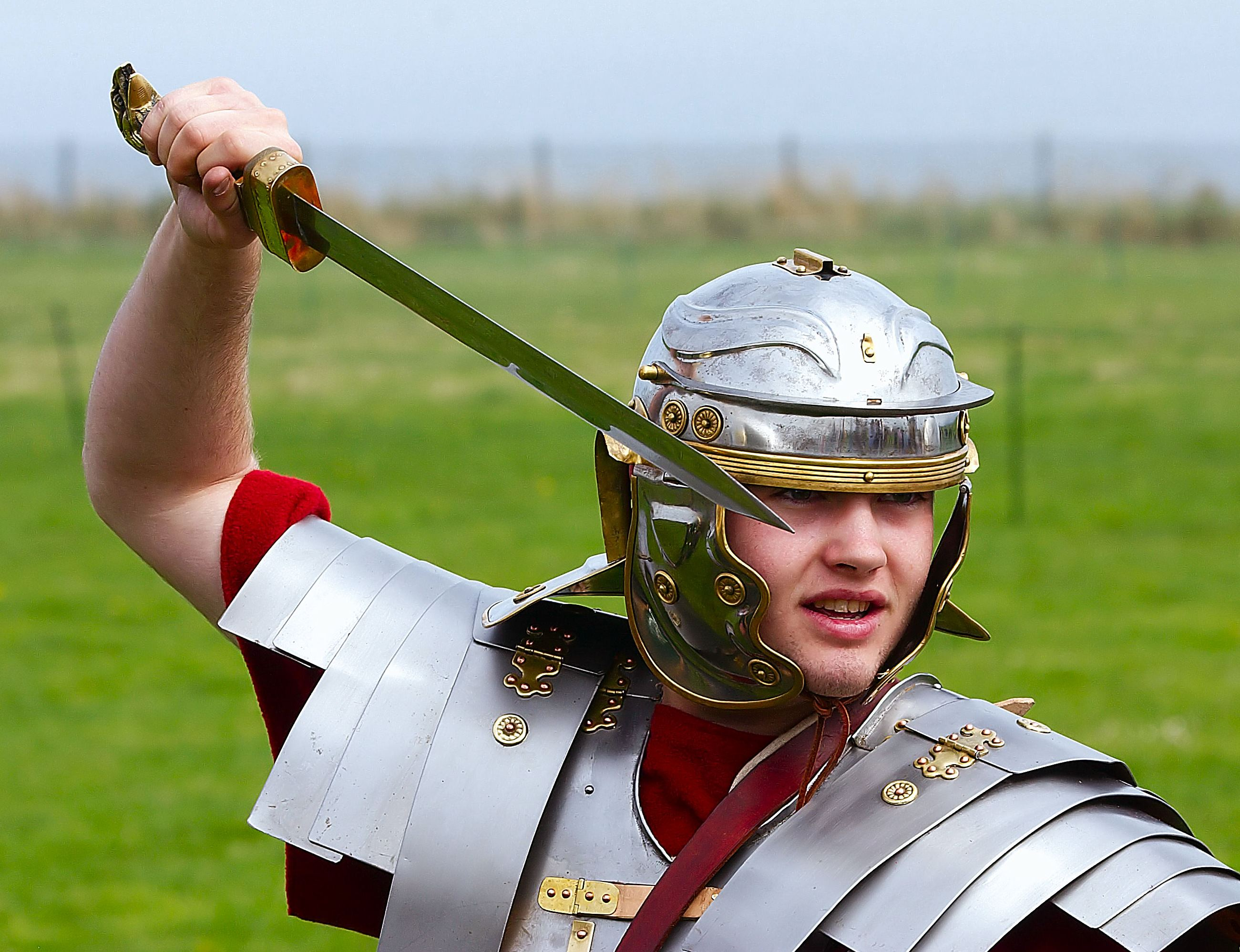
Legionair met gladius
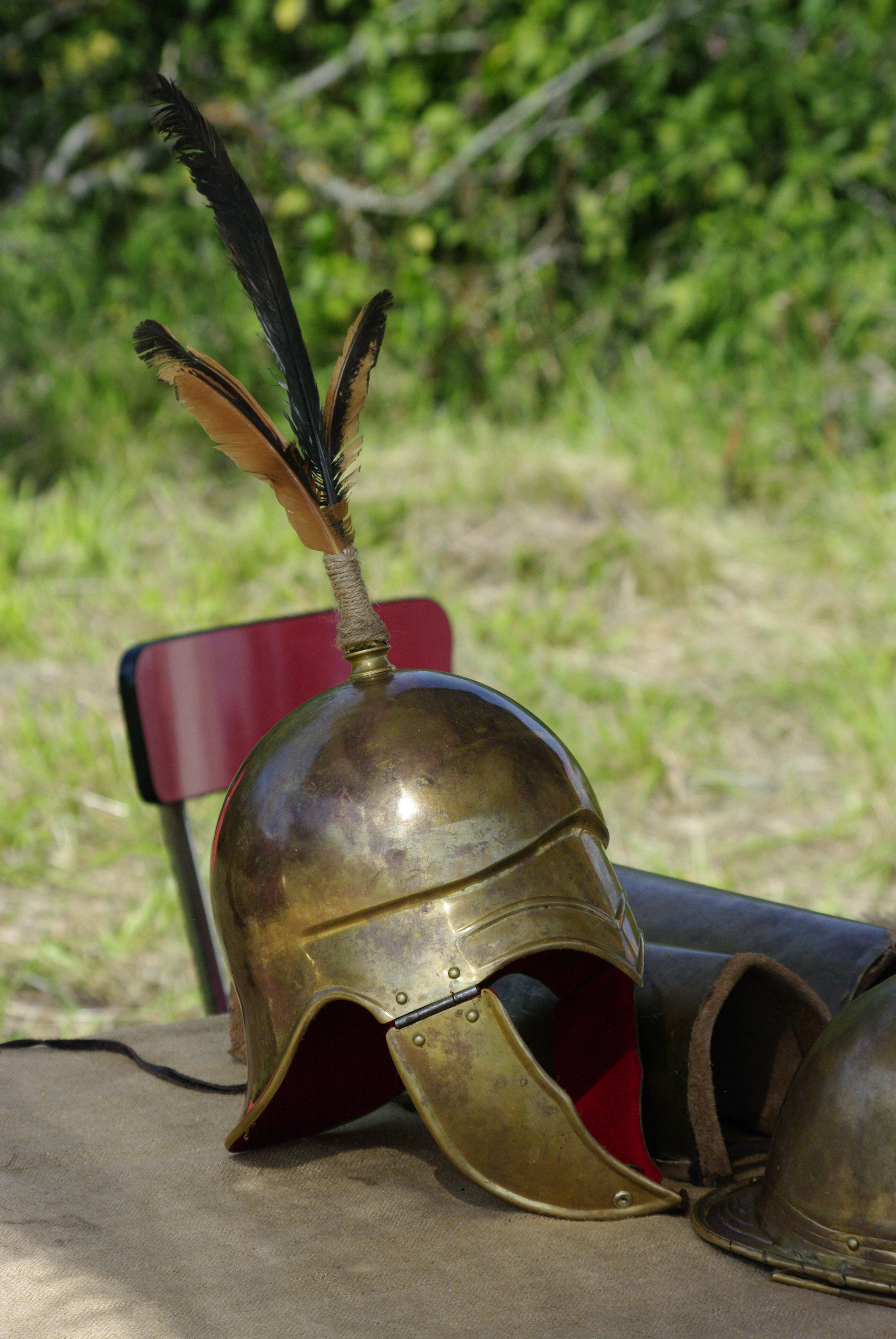
Bronzen helm
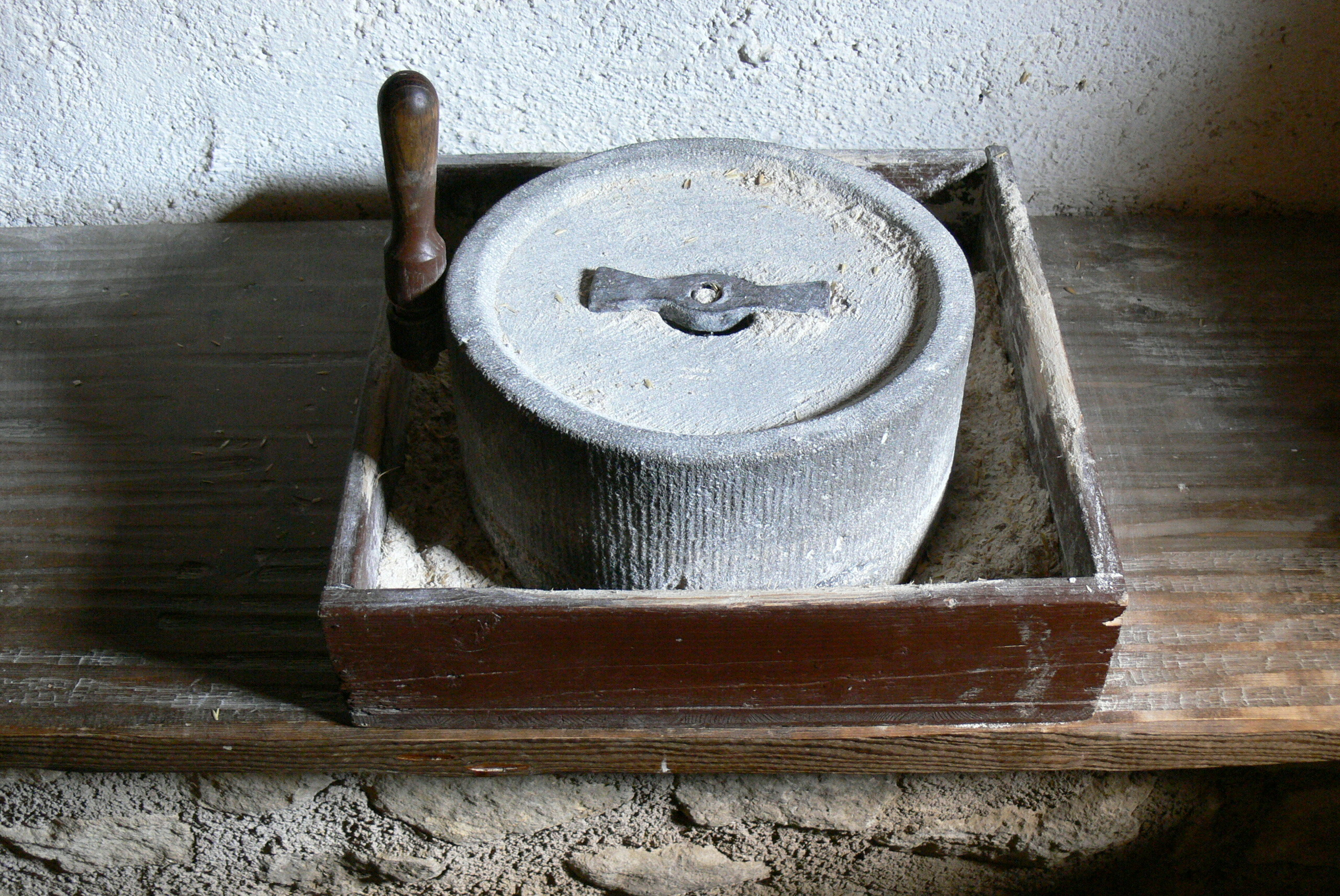
Reconstructie van een Romeinse handmolen

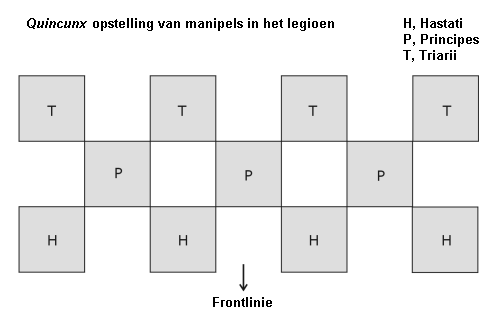

Ten tijde van uitzending waren de manipels gewoonlijk geordend in een ruitpatroon genaamd quincunx. Het is echter onwaarschijnlijk dat ze ook zo het gevecht ingingen. Principes manipels bezetten de ruimte die vrijgelaten werd door de hastati, met de rugdekking van de manipels van triarii. De twee centuria van elk manipel werden achter elkaar geplaatst. Nadat de velites zich hadden teruggetrokken door de lijnen van de hastati, zou de achterste centurie naar links marcheren en daarna voorwaarts, zodat een solide lijn gevormd werd. Vervolgens zouden de hastati aanvallen. Als zij het gevecht zouden verliezen, dan zou de achterste centurie terugkeren naar haar originele locatie, waardoor weer gaten zouden ontstaan. Dan zouden de manipels zich terugtrekken door de gaten in de lijn van principes, die vervolgens dezelfde procedure zouden volgen om een vaste gevechtslinie te vormen en aan te vallen. Als ook de principes niet in staat waren om de vijand te breken, dan zouden zij zich terugtrekken achter de triarii en het hele leger zou het slagveld in goede orde verlaten. Deze standaardprocedure werd vaak aangepast; bij Zama zette Scipio zijn hele legioen in een enkele lijn in om Hannibals leger te omsingelen, net zoals Hannibal zelf had gedaan bij Cannae.

### Acies triplex
De acies triplex was de voornaamste slagorde om in open veld te vechten met een legioen. Een legioen werd (in de tijd van de republiek) zoals hierboven beschreven in 3 linies opgesteld. De eerste linie bestond uit de minst getrainde of minst ervaren, jonge soldaten. De tweede uit iets meer ervaren en oudere soldaten en de derde uit de meest ervaren en getrainde soldaten, zij waren de veteranen van het legioen. De laatsten, de triarii, waren de laatste hoop om te kunnen winnen. Daar komt ook de Romeinse uitspraak "tot aan de triarii gaan" vandaan. Langs de flanken liepen de equites en achter of ook langs het legioen de gevaarlijke hulptroepen.
Eerst werden velites, boogschutters en de speren van de soldaten van de eerste linies ingezet om de vijand te verwarren. Dan ging de zwaar bewapende cavalerie naar voren om het vijandelijke leger tegen te houden. De lichte cavalerie viel langs de flanken aan om de verwarring nog groter te maken en de vijand tijdelijk te omsingelen. Dan vielen de echte soldaten aan. De eerste linie begon te vechten en trok zich terug als zij vermoeid/verslagen was.
Dan viel de tweede linie aan om de klus te klaren. De laatste linie, de triarii, werden vaak niet eens ingezet. Zij bleven in reserve, vaak gehurkt om hun krachten te sparen. De hulptroepen werden vooral ingezet om de eerste aanvallen in te zetten of om riskante aanvallen te doen.

## De hervormingen van Marius
In de late republiek werd de cohors, waarvan er zes tot tien waren, de primaire tactische eenheid van het legioen. De cohors bestond uit vijf tot acht centuria, elk geleid door een centurio, geassisteerd door een optio, een soldaat die kon lezen en schrijven. De oudste centurio van het legioen werd de primus pilus genoemd, een carrièresoldaat en adviseur voor de legatus legionis. Onder de hervormingen van Marius werden de drie verschillende typen zware infanterie vervangen door een enkel standaardtype van legionair, gebaseerd op de principes. Het legioen werd voor het eerst georganiseerd in permanente cohortes. Voordien waren cohorten tijdelijke administratieve eenheden of tactische gevechtsgroepen van enkele manipels groot. Hun bestaan was nog meer van voorbijgaande aard dan de legioenen van de vroege republiek zelf. De in cohortes ingedeelde legioenen van de late republiek en het vroege keizerrijk worden vaak Marianische legioenen genoemd. Na de slag bij Vercellae in 101 v.Chr. verleende Marius het Romeins staatsburgerschap aan alle Italiaanse soldaten. Hij rechtvaardigde deze actie in de Senaat door te verklaren dat in de hitte van de strijd hij geen onderscheid kon maken tussen Romein of bondgenoot. Dit elimineerde feitelijk het concept van geallieerde legioenen, en sindsdien werden alle Italiaanse legioenen beschouwd als Romeins legioen. De rol van geallieerde legioenen zou uiteindelijk overgenomen worden door de hulptroepen.
Elke legioen had een bevoorradingsgroep van 500 à 550 muilezels, of ongeveer 1 muilezel voor elke 10 legionairs. Om te voorkomen dat deze groep te groot zou worden, liet Marius elke man zo veel mogelijk van zijn eigen uitrusting zelf dragen, inclusief zijn eigen wapenrusting, wapens en rantsoen voor 15 dagen, circa 20-25 kilo last in totaal. Om het wat makkelijker te maken kreeg iedere legionair een kruisvormige stok om de last op de schouder te kunnen dragen. De soldaten kregen de bijnaam Marius' muilezels (mulus Marianus), omdat ze zoveel van hun eigen bagage moesten dragen.
Een typisch legioen uit deze periode had ongeveer 4000 à 5000 legionairs plus een grote groep van kampvolgers, dienaren en slaven. Legioenen konden bestaan uit tot wel 6000 krijgers, verdeeld in meerdere cohortes, maar later in de Romeinse geschiedenis werd dit aantal gereduceerd tot 1000, omwille van de grotere mobiliteit. Aantallen zouden ook variëren afhankelijk van het aantal slachtoffers dat tijdens een campagne werd geleden; Julius Caesars legioenen tijdens de campagne in Gallië bestonden vaak uit niet meer dan 3500 mannen.

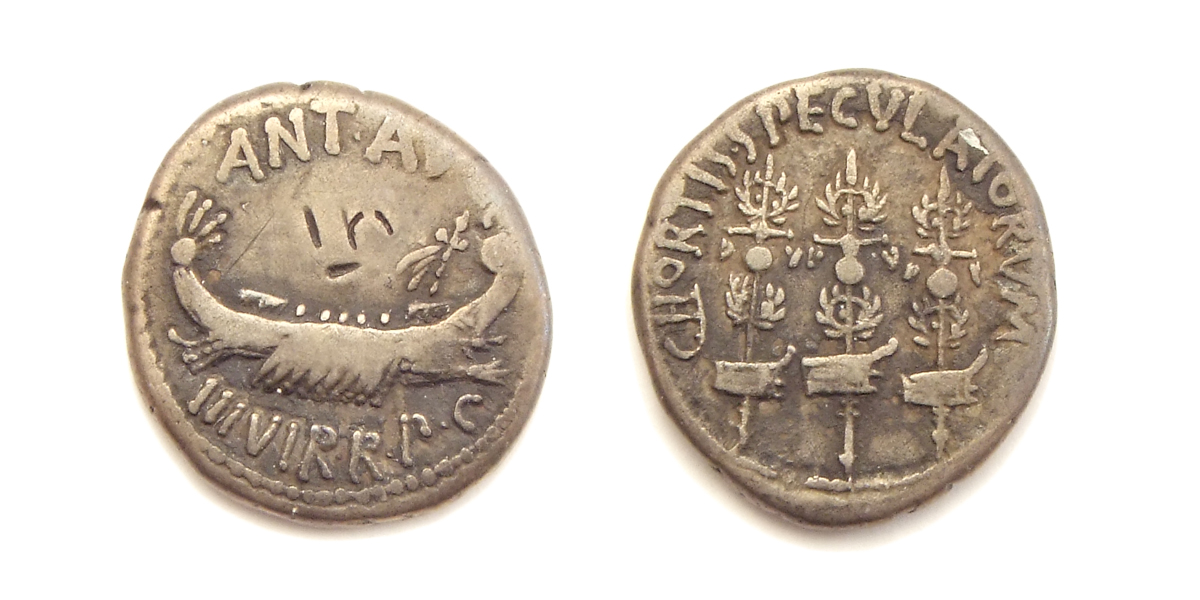
Denarius, geslagen onder Marcus Antonius voor zijn speciale elite-troepen 'Cohors Speculatorum'.

### Hulptroepen

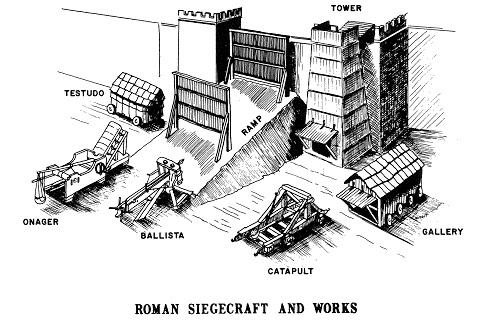
Romeinse belegeringsartillerie

Elk legioen had een groep van auxilia (hulptroepen) van bijna gelijke grootte, die bestond uit gespecialiseerde eenheden: genietroepen en verkenners, artillerie-eenheden en vaklui om belegeringsartillerie te maken, onderhouds- en ondersteuningstroepen plus eenheden bestaande uit niet-burgers (aan wie Romeins burgerschap verleend werd na hun afzwaaien) en ongewensten. Deze werden normaal gesproken ingedeeld in complete eenheden zoals lichte cavalerie, lichte infanterie of velites, en werklui. Er was ook een verkenningsbrigade van 10 of meer lichte, bereden infanterie genaamd speculatores die konden dienen als koerier of zelfs als een vroege vorm van militaire inlichtingendienst.

### Belegeringsartillerie
Volgens Vegetius' De rei militari had elke centurie een ballista en elke cohors een onager (of wilde ezel). Dit gaf de legioenen een aanzienlijke belegeringsmacht van 59 ballistae en 10 onagers, elk bemand door 10 libritores (artilleriemanschappen) en vervoerd op wagens getrokken door ossen of muilezels. Behalve voor het aanvallen van steden en fortificaties werden deze ook gebruikt om de Romeinse forten en versterkte kampen (castra) te beschermen. Ze werden zelfs incidenteel, met name in het latere keizerrijk, ingezet als veldartillerie tijdens gevechten of ter ondersteuning van rivieroversteken.
Andere belegeringswapens werden meestal ter plaatse gebouwd. Bij de belegering van een ommuurde stad of andere fortificaties had het legioen een heel scala aan belegeringswerktuigen tot zijn beschikking. Naast de katapult waren de belangrijkste zware wapens de belegeringstoren en de aries, de Romeinse stormram. Ter bescherming van soldaten en materieel werden plutei (schermen), vineae (schutdaken) en testudines (zware stormdaken) ingezet. Soms sloten de Romeinen de belegerde plaats middels een circumvallatielinie volledig af van de buitenwereld.

## Officieren in het legioen

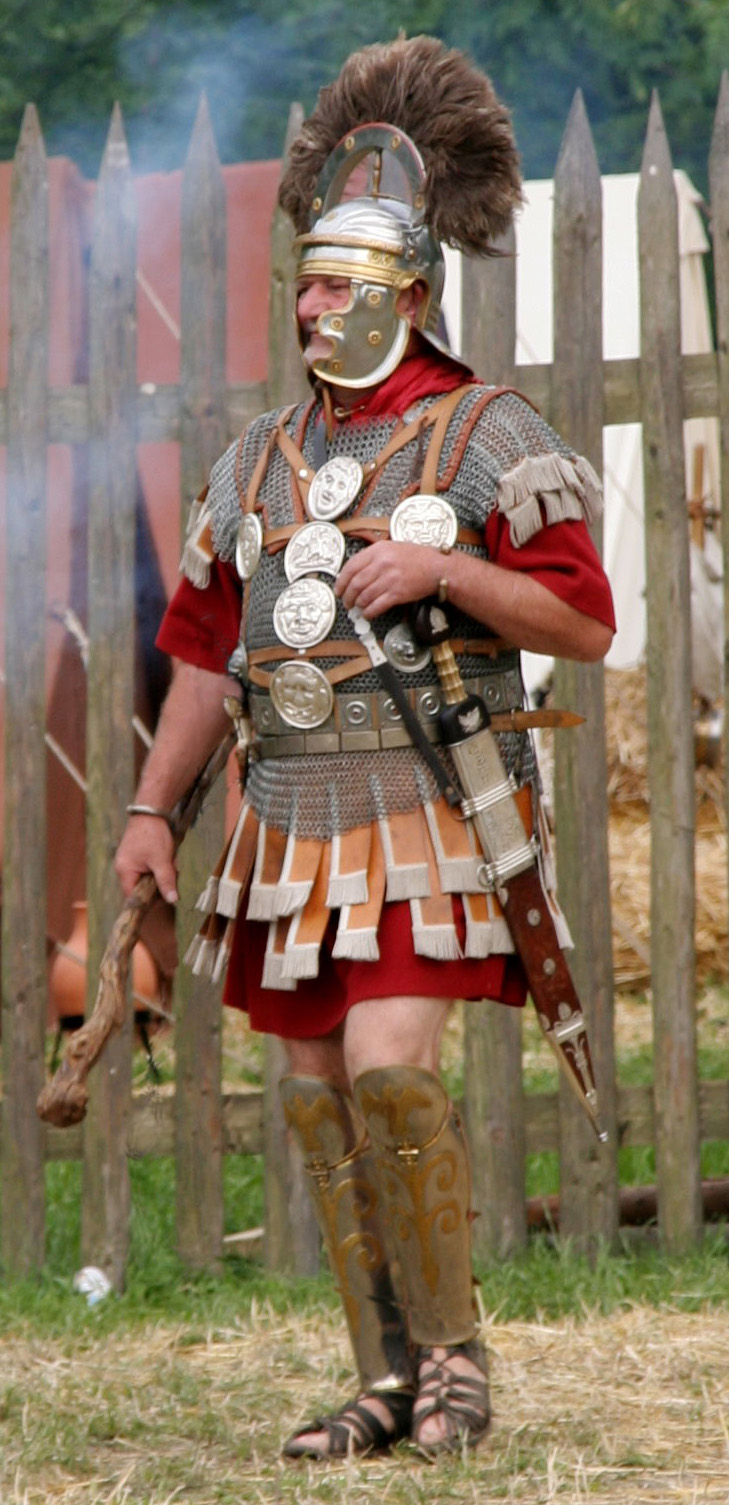
Centurio rond 70 n.Chr (reconstructie)

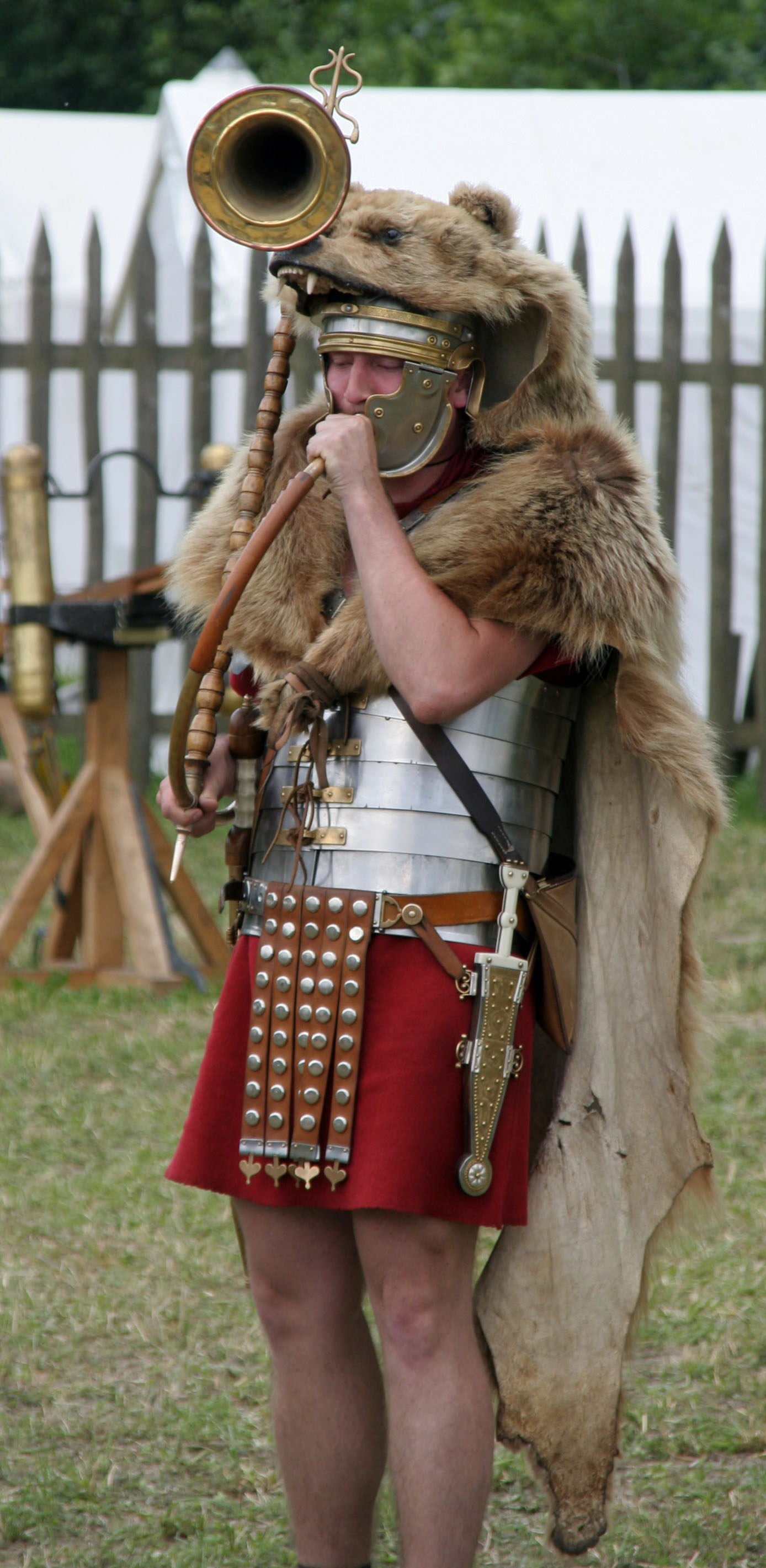
Moderne reconstructie van een cornicen (hoornblazer)

De volgende lijst beschrijft het systeem van officieren dat ontwikkeld werd in de legioenen na de Marianische hervormingen (104 v.Chr.) tot aan de hervormingen van Diocletianus (circa 290)

### Hoogste officieren
- Legatus legionis: De algemene legioenscommandant. Deze positie werd gewoonlijk toegekend door de keizer aan een voormalig tribunus laticlavius voor een periode van drie tot vier jaar, maar dit kon een langere periode worden. In een provincia met slechts één legioen had de legatus legionis ook het ambt van provinciaal gouverneur en in provincies met meerdere legioenen had elk legioen een legatus en voerde de provinciaal gouverneur het algemeen commando over alle legioenen. Dit ambt was vergelijkbaar met de moderne generaal-majoor.
- Tribunus laticlavius: Genoemd naar de brede streep op de toga van mannen van senatoriale rang. Deze tribunus werd benoemd door de keizer of de senaat. Ook al waren ze vaak nogal jong en minder ervaren dan de tribuni angusticlavii, ze dienden toch als tweede in bevel van het legioen, na de legatus. Dit ambt was vergelijkbaar met de huidige brigadegeneraal.
- Praefectus castrorum: De kampprefect, over het algemeen een veteranus met een lange staat van dienst die door de rangen was gestegen tot de centuriones en derde was in bevel. Deze rang is vergelijkbaar met de moderne kolonel.
- Tribunus angusticlavius: Elk legioen had vijf tribuni militum uit de klasse van de equites (letterlijk: ruiters, cf. ridders). Ze waren in veel gevallen carrièreofficieren en dienden in veel belangrijke, administratieve rollen in het legioen, maar waren toch steeds in staat om een volledig tactisch commando te voeren tijdens gevechten. De moderne variant is de luitenant-kolonel.
- Primus pilus: De eerste speerman was de bevelhebbende centurio van de eerste cohors en de oudste centurio van het hele legioen. Wanneer de primus pilus afzwaaide kreeg hij gegarandeerd toegang tot de klasse van equites. Hij kreeg 60 keer het basissalaris. Zijn rang is vergelijkbaar met de moderne majoor, maar van de hoogste orde.

### Middenklasseofficieren
- Centurio: Elk legioen had 50 of 60 centuriones, een voor elke centurie van de 10 cohortes. Zij vormden de ruggengraat van het professionele leger en waren carrièresoldaten die de dagelijkse gang van zaken van de soldaten regelden alsook bevelen in het veld gaven. Normaal gesproken zouden zij door de rangen verder stijgen, maar in sommige gevallen konden ze ook onder direct bevel van de keizer of een hoge officier vallen. De cohortes werden genummerd van de eerste tot de tiende, en de centuria binnen elk cohors genummerd van 1 tot 6. Met slechts 5 centuria in de eerste cohors leverde dit een totaal van 59 centuriones plus de primus pilus. De rang van een centurio was een directe reflectie van de centurie die hij leidde (de commandant van de eerste centurie van de eerste cohors was de hoogste, en die van de zesde centurie van de tiende cohors de laagste). Deze rang is vergelijkbaar met de moderne kapitein.
- Primi Ordines: De vijf centuriones van de eerste cohors, inclusief de primus pilus. Afgezien van de primus pilus kregen zij 30 keer het basissalaris. Deze rang is vergelijkbaar met de moderne kapitein, maar hoger in rang dan alle andere centuriones, afgezien van de primus pilus en pilus prior.
- De pilus prior: De tien centuriones van de eerste centuria van elk van de tien cohortes werden pilus prior genoemd en waren de oudste centuriones binnen hun cohors. Wanneer het legioen in gevechtsformatie was dan kreeg de pilus prior het commando over de gehele cohors, met elk van de andere centuriones als zijn luitenants. De primus pilus was ook een pilus prior, alleen de oudste van alle centuriones binnen het legioen. Deze posities werden gewoonlijk ingevuld door ervaren veterani die reeds door de rangen gestegen waren. Deze rang is vergelijkbaar met de moderne majoor, maar ondergeschikt aan de primus pilus.

### Lagere officieren
- Aquilifer: Eén enkele positie binnen het legioen. De aquilifer (van aquila, adelaar, en ferre, dragen) was de standaarddrager van het legioen en had een belangrijke en prestigieuze positie. Verlies van de aquila betekende een groot eerverlies. De volgende rang omhoog zou een positie als centurio betekenen. Hij kreeg tweemaal het basissalaris.
- Optio: Een voor elke centurio (59), benoemd door de centurio vanuit de rangen om als zijn tweede in bevel op te treden. Hij kreeg tweemaal het basissalaris.
- Tesserarius: (wachtcommandant) Wederom 59 in aantal, een voor elke centurie. Zij rapporteerden aan de optio en kregen anderhalf keer het basissalaris.
- Decurio: Leidde een ala cavaleristen, die uit dertig cavaleristen bestond. Zijn rang was sterk vergelijkbaar met die van de Centurio.
- Decanus: Leidde een contubernium, of "tentgroep", van 8 tot 10 man. Elke centurie had 8 tot 10 decani. Over hun salaris is niets bekend.[2]
- Signifer: Elke centurie had een signifer (59). Hij was verantwoordelijk voor de betalingen en spaargelden van de mannen, en was de standaarddrager van het signum, een speerschacht versierd met medaillons en vaak bekroond met een open hand om de eed van trouw die de soldaten afnamen, te symboliseren. Het was deze banier waar de mannen van elke centurie bijeenkwamen. Een soldaat kon ook de positie van discentes signiferorum krijgen, een standaarddrager in training. Hij kreeg tweemaal het basissalaris.
- Vexillarius: Leidde een vexillatio en droeg daarbij het vexillum.
- Cornicen: (hoornblazer) Zij werkten hand-in-hand met de signifer om de aandacht te trekken van de mannen naar het signum, en gaven hoorbaar de commando's van de officieren door.
- Imaginifer: Dragers van de standaard met de afbeelding van de keizer als een constante herinnering van de loyaliteit van de troepen aan hem.

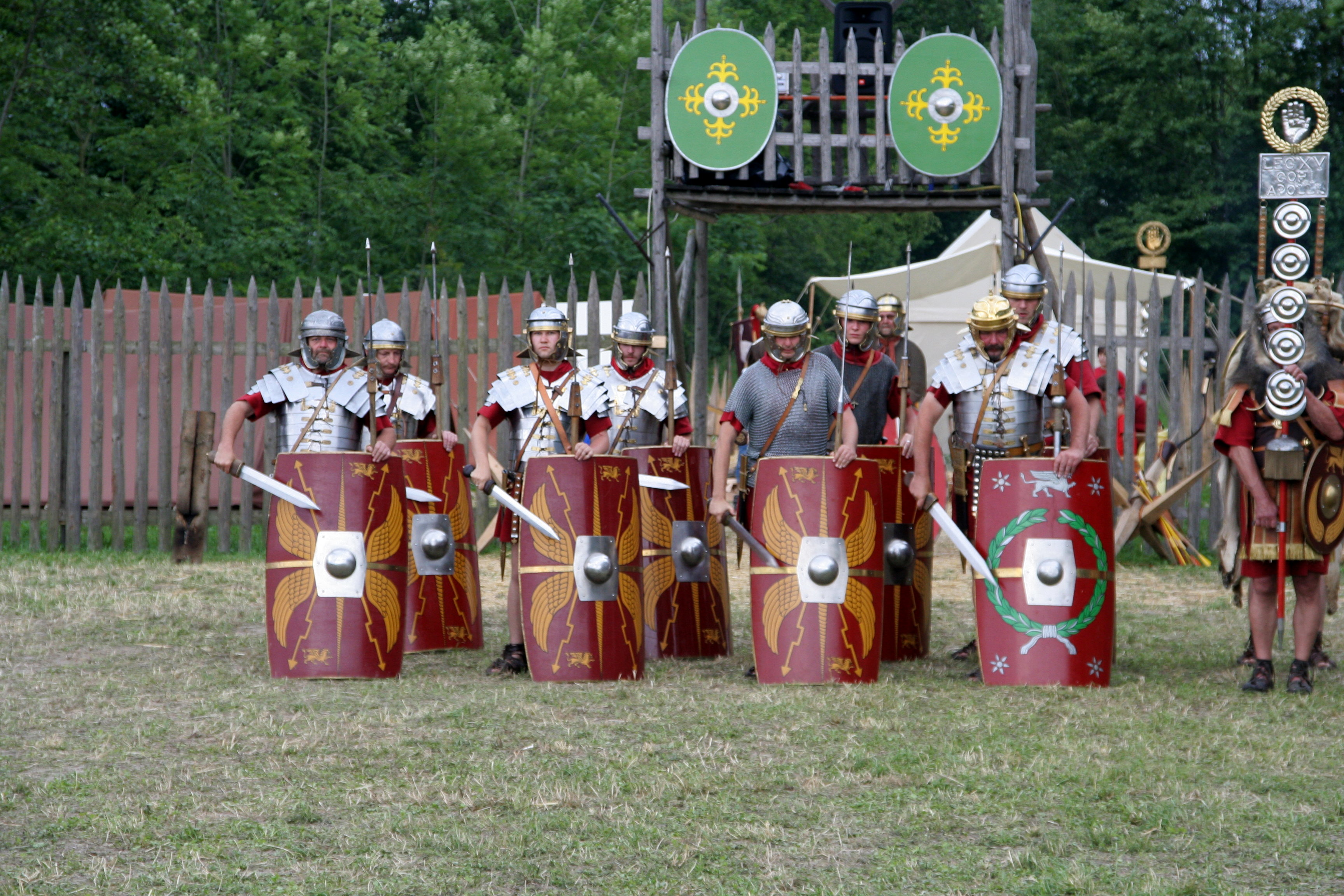
Romeinse legioensoldaten met rechts een signifer
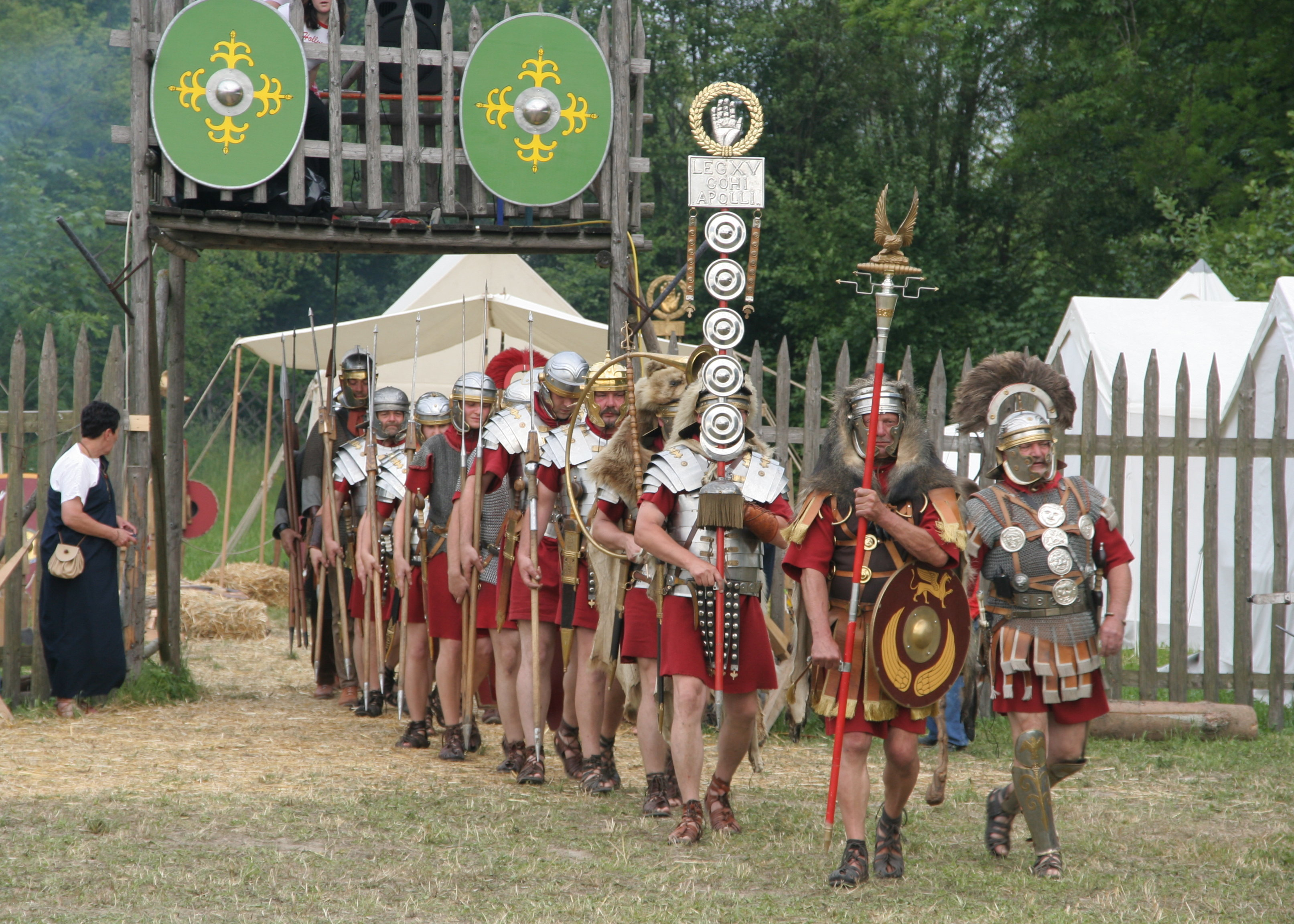
Groep Romeinse soldaten met voorop de aquilifer (standaarddrager)
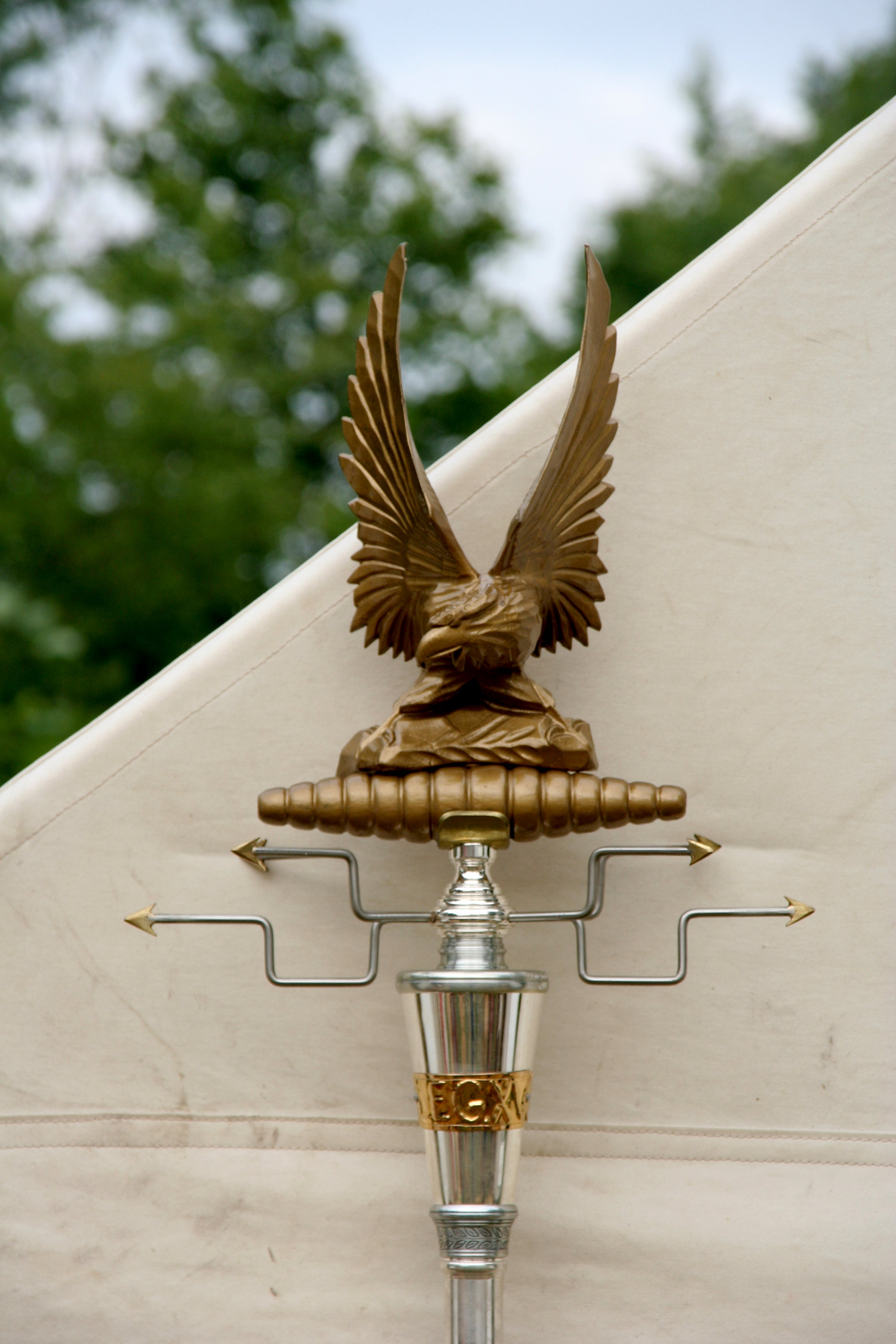
Aquila (De Romeinse adelaar)
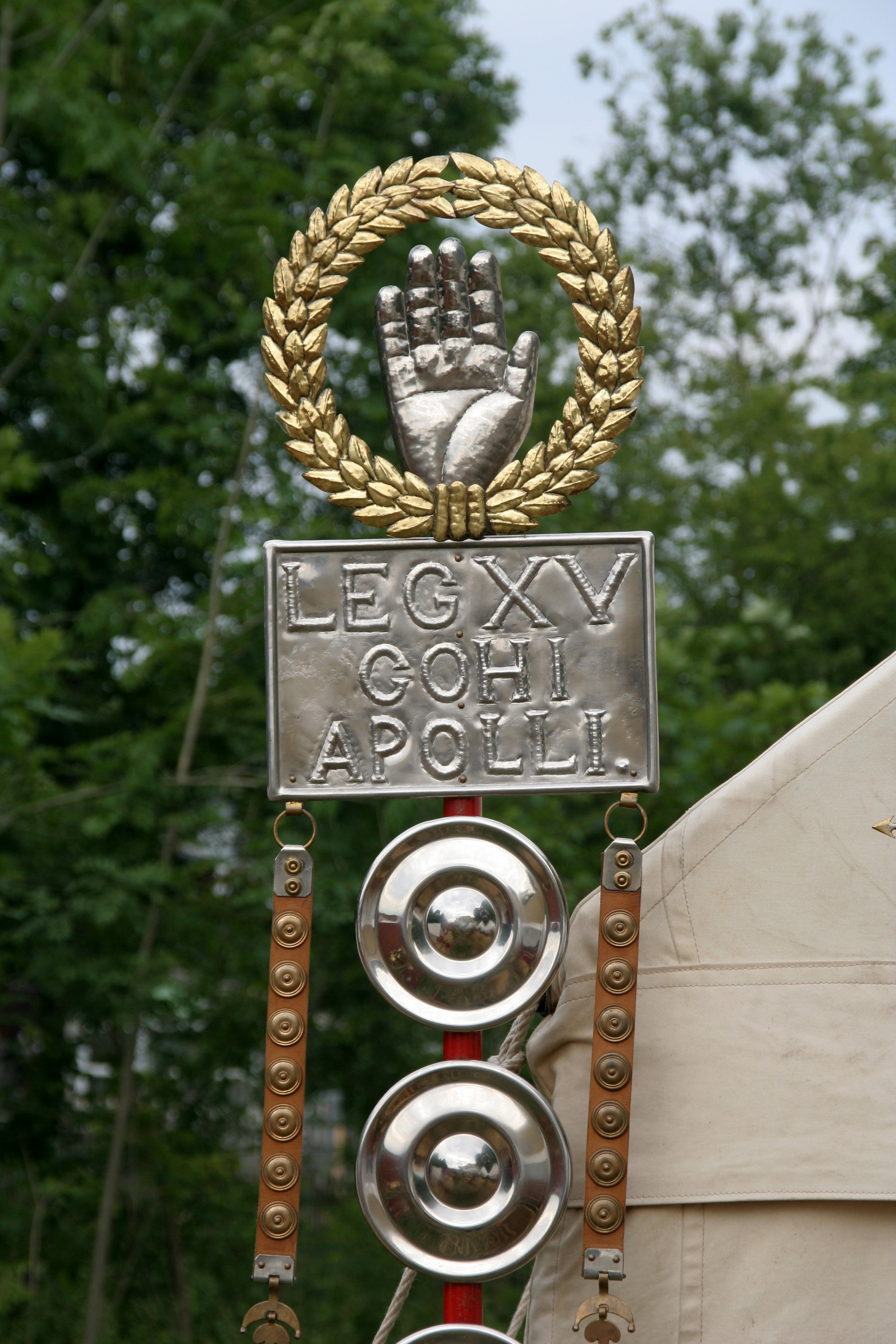
Signum legionum

## Symbolen
Van 104 v.Chr. af had elk legioen een aquila (adelaar) als zijn standaardsymbool. Het symbool werd gedragen door een aquilifer, en indien deze standaard verloren werd betekende dat een zeer ernstige beschaming.
Met de geboorte van het Romeinse Keizerrijk groeide er een band tussen het legioen en hun leider, de keizer zelf. Elk legioen had een andere officier, genaamd imaginifer, wiens rol het was om een speer met het imago (beeld) van de keizer als pontifex maximus te dragen.
Elk legioen had een vexillifer die de vexillum of signum droeg, met de unieke naam en het embleem van het legioen erop. Het was gewoon voor een legioen om sommige eenheden af te vaardigen naar het hoofdkamp, om andere onderdelen te versterken. In deze gevallen droegen deze eenheden alleen het vexillum en niet het aquila, en ze werden daarom vexillationes genoemd. Een miniatuur vexillum, geplaatst op een zilveren basis, werd soms toegekend aan officieren als erkenning van hun diensttijd bij pensionering of herplaatsing.

## Latere historie

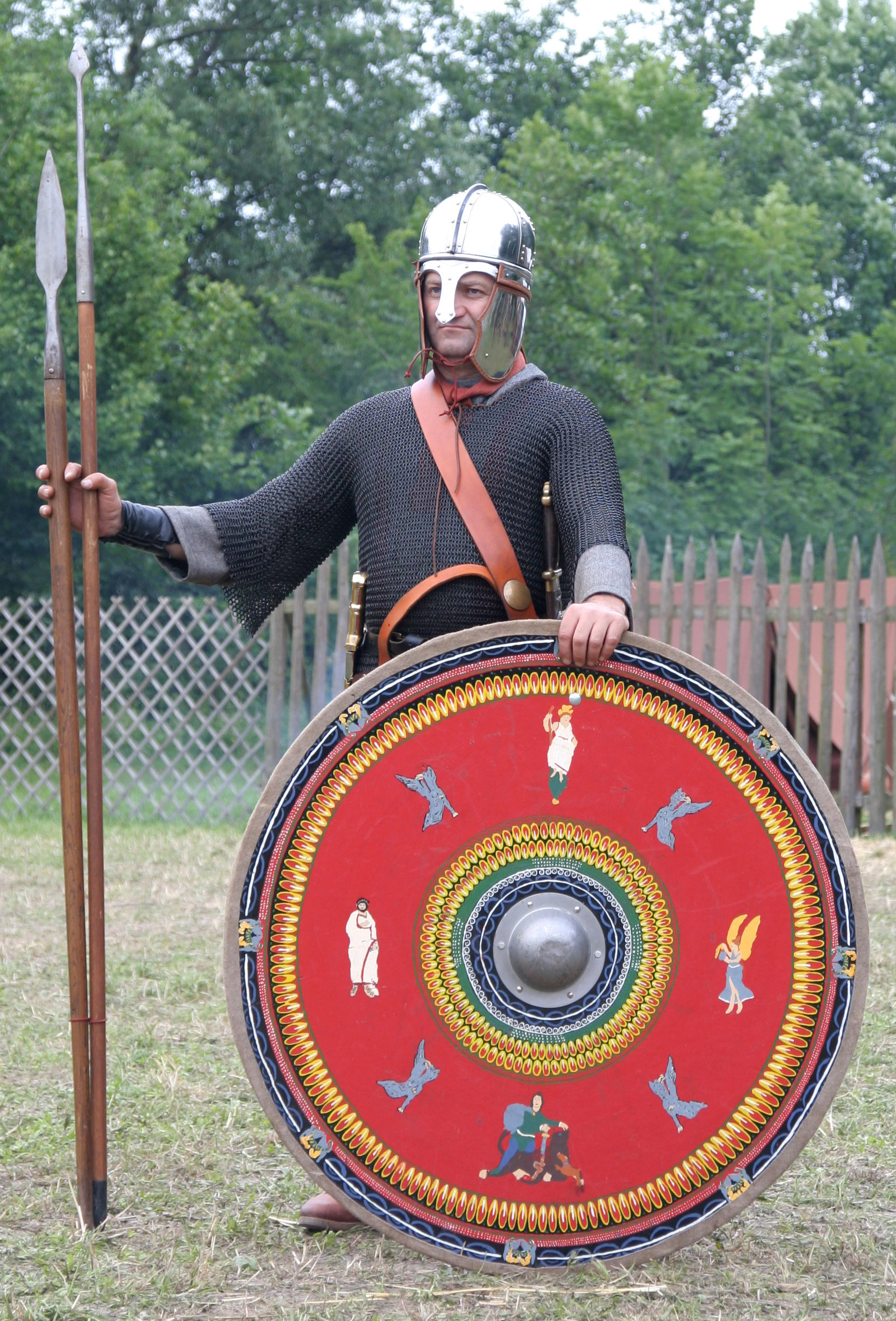
reconstructie van een Romeinse soldaat uit een noordelijke provincie in 3e eeuw

Door de historie van de latere Romeinse Republiek en het Romeinse Keizerrijk heen speelden legioenen een belangrijke politieke rol. Hun acties konden het rijk veiligstellen voor of afnemen van een Romeinse keizer. Een voorbeeld is de nederlaag van Vitellius in het Vierkeizerjaar, waar de keuze van de legioenen aan de Donau om Vespasianus te steunen, de beslissende factor was. Tegen de 1e eeuw v.Chr. werd de dreiging van de legioenen onder een demagoog erkend. Gouverneurs mochten hun provincie niet verlaten met hun legioenen. Toen Julius Caesar de Rubicon overstak verliet hij zijn provincie en trad Italië onder de wapenen binnen. Deze actie veroorzaakte een constitutionele crisis. Deze crisis en de Romeinse burgeroorlogen die hierop volgden brachten een einde aan de republiek en leidden tot het stichten van het Romeinse Keizerrijk onder Caesar Augustus in 27 v.Chr.
Omwille van economische en politieke redenen reduceerde Augustus het aantal legioenen van bijna 50 tot 25. Tegelijkertijd verhoogde hij het aantal hulptroepen substantieel tot het niveau waarbij zij gelijk in aantal waren aan de legionairs. Hij vestigde ook de pretoriaanse garde samen met een permanente Romeinse marine. Zijn militaire beleid bleek deugdelijk en kosteneffectief, en werd over het algemeen doorgezet door zijn opvolgers. Deze keizers waren terughoudend met het creëren van nieuwe legioenen. Met 4000 - 6000 legionairs in elk legioen, ondersteund door evenveel hulptroepen, was de omvang van een legioen tijdens de Pax Romana zo'n 8000 tot 12.000 man. De meer prestigieuze legioenen of diegene die gestationeerd waren aan vijandige grenzen of in onrustige provincies waren over het algemeen groter. Sommige legioenen konden met versterkingen tijdelijk tot 15.000 - 16.000 man uitgroeien, ongeveer de omvang van een moderne divisie. 

### Locaties van de Romeinse legioenen in 80 na Chr.
Tijdens de Republikeinse burgeroorlogen die Augustus aan de macht brachten, vormden generaals hun eigen legioenen en deelden nummers uit naar believen. Toen de oorlogen ten einde waren bleef het keizerrijk achter met ongeveer 50 legioenen, met meerdere dubbel genummerd (Legio X Gemina en Legio X Fretensis bijvoorbeeld). Augustus stroomlijnde het leger en reguleerde de betaling van de soldaten en de nummering van de legioenen. Tijdens deze tijd was er een hoog voorkomen van gemina (tweeling) legioenen, waarbij twee legioenen samengevoegd werden tot een enkele organisatie.

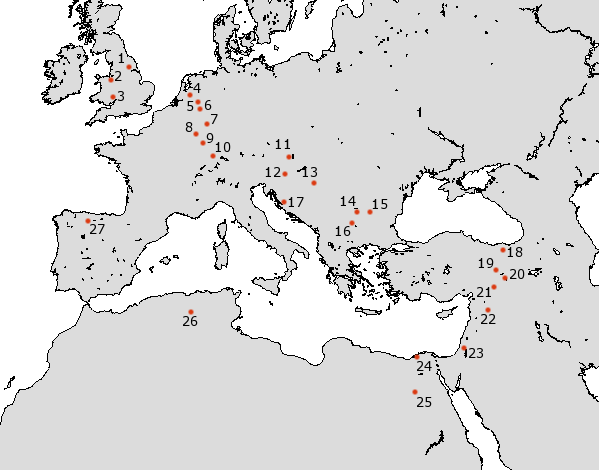
Locatie van Romeinse legioenen, 80 na Chr.

Deze lijst toont de locaties van de Romeinse legioenen rond 80 n. Chr.:
1. Legio IX Hispana: York
2. Legio XX Valeria Victrix en Legio II Adiutrix: Chester
3. Legio II Augusta: Caerleon
4. Legio XXII Primigenia en Legio X Gemina: Nijmegen
5. Legio VI Victrix: Neuss
6. Legio XXI Rapax: Bonn
7. Legio XIIII Gemina: Mainz
8. Legio I Adiutrix: nabij Mainz
9. Legio VIII Augusta: Straatsburg
10. Legio XI Claudia: Vindonissa
11. Legio XV Apollinaris: Carnuntum
12. Legio XIII Gemina: Poetovio
13. Legio VII Claudia: Viminacium
14. Legio V Macedonica: Oescus (huidig Gigen)
15. Legio I Italica: Novae (huidig Svishtov)
16. Legio V Alaudae: nabij de Donau
17. Legio IV Flavia Felix: Burnum
18. Legio XVI Flavia Firma: Satala
19. Legio XII Fulminata: Melitene
20. Legio VI Ferrata: Samosata
21. Legio IV Scythica: Zeugma
22. Legio III Gallica: nabij Damascus
23. Legio X Fretensis: Jeruzalem
24. Legio XXII Deiotariana: Nicopolis
25. Legio III Cyrenaica: Coptos
26. Legio III Augusta: Lambaesis
27. Legio VII Gemina: León

## Legioenen onder het Dominaat
Onder het Dominaat werd het aantal legioenen vergroot en het Romeinse leger uitgebreid. Er is geen bewijs dat de legioenen in hun vorm wijzigden voor de tetrarchie, maar er is bewijs dat ze kleiner waren dan ze op papier zouden moeten zijn. De laatste vorm van het legioen vond zijn origine in de elitetroepen van de legiones palatinae opgezet door Diocletianus en de Tetrarchen. Dit waren infanterie-eenheden van rond de 1000 man, in plaats van de gebruikelijke 5000, inclusief cavalerie. Ze leken meer op een flinke cohort uit de oude tijd. Zulk een korps werd ook met een nieuwe naam numerus aangeduid. De eerste legiones palatinae waren de lanciarii, joviani, herculiani en de divitenses.
De 4e eeuw bracht een groot aantal nieuwe, kleinere legioenen, een proces dat begon onder Constantijn de Grote. Naast de elite palatinae werden ook legioenen genaamd comitatenses en pseudocomitatenses gevormd, samen met de auxilia palatina. Deze vormden de infanterie van de late Romeinse legers. De Notitia Dignitatum geeft een lijst van 25 legiones palatinae, 70 legiones comitatenses, 47 legiones pseudocomitatenses en 111 auxilia palatina in het veldleger, en een verdere 47 legiones in de grenslegers. Legioensnamen als Honoriani en Gratianenses in de Notitia geven aanleiding tot de suggestie dat vele nieuwe legioenen gevormd werden uit vexillationes of uit oudere legioenen.